# Gonzalo Córdova
Gonzalo Segundo Córdova y Rivera (Guayaquil, 5 luglio 1863 – 13 aprile 1928) è stato un politico ecuadoriano.
È stato Presidente dell'Ecuador dal 1º settembre 1924 al 9 luglio 1925.